# Idaia (Tochter des Dardanos)
Idaia (altgriechisch Ἰδαία Idaía) ist eine Frauengestalt der griechischen Mythologie.
Idaia war die Urenkelin der gleichnamigen Nymphe, Tochter des skythischen Königs Dardanos und zweite Gattin des zu Salmydessos residierenden thrakischen Königs Phineus, von dem sie Mutter des Thynios und Mariandynos wurde. Sie erhob lügnerische Anschuldigungen gegen ihre Stiefsöhne Plexippos und Pandion, die Phineus von seiner ersten Gattin Kleopatra bekommen hatte. Daraufhin wurden Plexippos und Pandion von ihrem Vater gefangen gehalten und gefoltert, aber schließlich von den Argonauten befreit.
Die so lange Misshandelten wollten nun Rache an ihrer Stiefmutter üben, doch Herakles riet davon ab. Stattdessen wurde Idaia nach Skythien zurückgeschickt und ihre Bestrafung ihrem Vater anheimgestellt. Dardanos ließ dann auch seine Tochter wegen ihrer Bosheit töten.